# Пренебрежимое старение

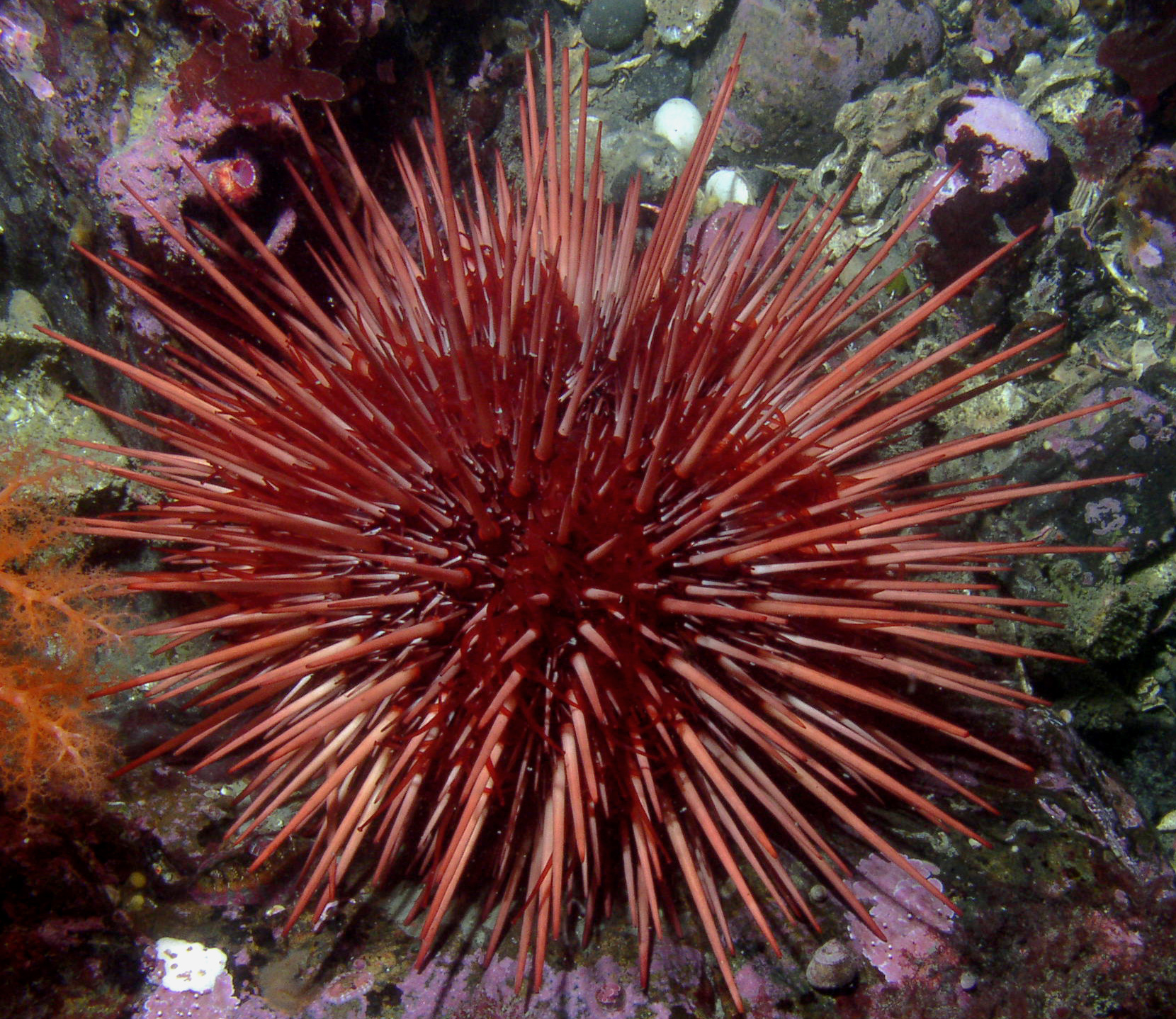
Морской ёж Красного моря (Strongylocentrotus franciscanus) — животное, демонстрирующее пренебрежимое старение

Пренебрежимое старение — термин, который впервые ввел Калеб Финч в 1990 году. Ряд авторов использует термин «незначительное старение», но этот термин, как и термин «пренебрежимое старение», являются вариантами перевода введённого Финчем английского термина «negligible senescence».
Термин пренебрежимое старение обозначает темп старения, который трудно статистически отличить от нуля в масштабах данной выборки, а также «нестарение» — нулевую корреляцию между возрастом и вероятностью смерти. Другими словами, речь идет о случаях потенциального бессмертия для видов, особи которых демонстрируют огромную максимальную продолжительность жизни (МПЖ), ввиду чего невозможно визуально наблюдать признаки их старения.
Пренебрежимое старение как феномен традиционно является одним из сильнейших научных аргументов за концентрацию усилий человечества в борьбе за радикальное продление человеческой жизни и победу над человеческим старением.
В 2001 году К. Е. Финч и С. Н. Остед предложили минимальные критерии для отнесения конкретного вида к категории «пренебрежимое старение»: отсутствие увеличения темпа смертности и заболеваемости с возрастом после полового созревания, снижения темпа размножения и ряд физиологических показателей. Такие существа должны стареть так медленно, что зафиксировать какие-либо возрастные изменения было бы практически невозможно. После выявления многих видов животных, обладающих пренебрежимым старением, некоторые учёные на основании статистических данных (первые из которых появились ещё в 1939 году) пришли к выводу, что феномен пренебрежимого старения есть и у людей, доживших примерно до 90—100 лет, после достижения которых их шанс дожить до каждого следующего года не уменьшается с годами; кроме того, все дожившие до этих лет, имеют черты генетического сходства между собой. Следовательно, задача для современных разработчиков геропротекторов может быть сформулирована как «достижение наступления стадии пренебрежимого старения у человека в трудоспособном возрасте».

## Список видов животных, демонстрирующих пренебрежимое старение

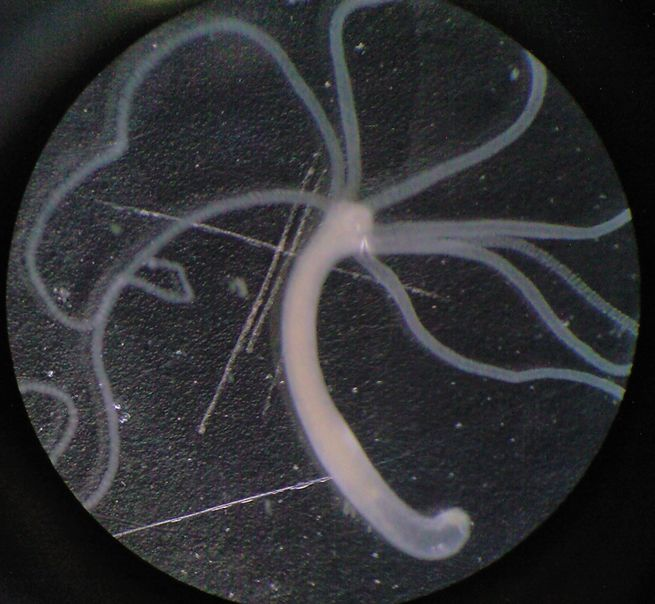
Гидра (Hydra vulgaris) — потенциально бессмертное животное

Список видов, для которых характерно пренебрежимое старение, представлен на сайте AnAge.
В этот список входят алеутский морской окунь (Sebastes aleutianus) — МПЖ 205 лет; черепаха расписная (Chrysemys picta) — МПЖ 61 год; пресноводная черепаха Блэндинга (Emydoidea blandingii) — МПЖ 77 лет; черепаха коробчатая каролинская (Terrapene carolina) — МПЖ 138 лет; европейский протей (Proteus anguinus) — МПЖ 102 года; морской ёж Красного моря (Strongylocentrotus franciscanus) — МПЖ 200 лет; двустворчатый моллюск исландская циприна (Arctica islandica) — МПЖ 507 лет.
Список базы данных AnAge неполный, его необходимо пополнить гидрой пресноводной (Hydra sp.), так как потенциальное бессмертие этого кишечнополостного организма доказано Даниэлем Мартинесом в 1998 году. Ещё в 1913 году были получены данные о способности избегать старения у асексуальной (вегетативной) формы планарий, которые (в отличие от сексуальных форм, живущих не более трёх лет) способны время от времени «омолаживаться» благодаря высокой концентрации в их организме стволовых клеток, называемых необластами. Для омоложения они должны периодически голодать (что приводит к 2—5-кратному уменьшению числа клеток и размеров организма), без этого продолжительность жизни индивидуальной особи не превышает 15 лет.
Также потенциально бессмертна медуза Turritopsis nutricula. Гидрозои — модульные организмы на стадии полипа, но медузоидная стадия унитарна. Большинство медуз после репродуктивного цикла умирает, но Turritopsis nutricula возвращается к ювенальной стадии — модулярного полипа, избегая смерти. Подобный цикл Turritopsis nutricula может повторять бесконечно, что делает её потенциально бессмертной.
Кроме того, ряд страниц базы данных AnAge посвящены видам губок, которые демонстрируют рекордное долголетие не только среди животных, но и среди всех живых существ. Например, рекорд долгожительства среди Metazoa демонстрирует особь антарктической губки Scolymastra joubini Архивная копия от 14 июня 2011 на Wayback Machine, возраст которой оценивают от 15 до 23 тыс. лет.
В литературе часто упоминаются щуки, осетры, белуга (Huso huso), коралловый окунь (Plectropomus pessuliferus), индоокеанский малоглазый групер (каменный окунь) (Epinephelus lanceolatus), североатлантический омар (Homarus americanus) и т. д., как имеющие пренебрежимое старение. Возможно, видов с пренебрежимым старением намного больше, чем известно современной биологической науке.
Факт пренебрежимого старения среди пресноводных двустворчатых моллюсков установил российский исследователь В. В. Зюганов: пресноводная жемчужница (Margaritifera margaritifera), обитающая в Европе и Северной Америке, имеет самую длинную жизнь среди пресноводных беспозвоночных животных — 210—250 лет — и демонстрирует пренебрежимое старение.
Распространённым заблуждением является включение крокодилов в список животных с пренебрежимым старением. Адам Розенблатт из Йельского университета отмечает: хоть крокодилы и стареют медленнее, и процессы старения не похожи на те, что свойственны иным видам, но они всё же происходят. Таким образом, ни в одном авторитетном списке животных с пренебрежимым старением крокодилы не присутствуют.

### Современные взгляды на природу и механизмы пренебрежимого старения
Факторы, перечисленные в списке, провоцируют старение, сокращая жизнь всем живым существам, кроме тех видов, для которых характерно пренебрежимое старение:
1. мутации генов,
2. оксиданты (активные формы кислорода),
3. укорочение теломер,
4. метилирование ДНК,
5. гликозилирование белков и ДНК,
6. нестабильность генома,
7. гормональный дисбаланс,
8. канцерогенез,
9. вредное влияние стрессоров.

В оценке причин, почему организмы видов, для которых характерно пренебрежимое старение, нечувствительны к таким опасным угрозам, мнения современных исследователей расходятся.
В. В. Зюганов полагает, что, как правило, виды животных с пренебрежимым старением имеют непрерывный асимптотический рост и плодовитость их обычно не уменьшается, а наоборот, увеличивается с возрастом, поскольку положительно коррелирует с размерами тела. Обобщение полевых наблюдений приводит к заключению, что животные с пренебрежимым старением не умирают от случайных причин, как считает ряд геронтологов, а погибают в конечном счете от голода или, по сути, от геометрических последствий своего непрерывного роста — сверхкрупных размеров — «вырастания» из своей экологической ниши — утраты необходимого проворства в добывании пищи и — в финале — от дефицита питательных веществ. Как доказательство В. В. Зюганов приводит очень интересный пример с гигантским групером (Epinephelus lanceolatus) (доживают до 100—120 лет):

«Наблюдения в Индийском океане за пищевым поведением этих исполинов длиной 2,5 метра и весом до 400 кг показали, что гигант проигрывает конкуренцию с молодыми особями в охране индивидуальных участков. Если рядом самец помоложе и попроворнее, он показывает быструю атаку на старика. Старик поджимает хвост, уплывает. В итоге проигрыш из-за конкуренции. То есть старикам либо еды не хватает, либо накапливаются негативные эффекты от стрессов.
Старичку не хватает уже поворотливости, чтобы цапнуть молодого конкурента. У него слишком крупные размеры, чтобы пролезть в пещерку и отдохнуть. То есть он физически вырастает из своей экологической ниши. Но он не стареет. У него прекрасное зрение, видит малейшее шевеление усиков креветки из-под дальнего камня. Никакой старческой катаракты хрусталика. Он не болеет, просто неповоротливый и слишком крупный. Нестареющие животные умирают от того, что ресурсов и территории на всех не хватает».

А. В. Макрушин, один из соавторов гипотезы об эволюционном возникновении процессов старения и онкогенеза, полагает, что первичный механизм старения возник на «колониально-сидячем» этапе эволюции Metazoa. Модульный организм — донорно-акцепторная система, у которой процессы эмбриогенеза и старения происходят пожизненно и одновременно. У сидячих колониальных видов Metazoa разрушение важных органов — составная часть нормального онтогенеза и сопровождает итеропарное и семельпарное бесполое размножение. Старый модуль может отмереть, отдавая ресурсы новому. Питательные вещества от одного модуля передаются другим, что детерминирует локальное старение «ненужного» модуля из-за потребности колонии менять форму по причине изменения окружения. Этот процесс сопровождает инволюция паренхимных клеток и, в конечном итоге, гибель модуля. У модульных видов особью, обладающей уникальным генотипом, является возникшая из зиготы колония. Поэтому смерть модулей не ускоряет эволюцию, так как не ведет особь к гибели, а омолаживает её. Каждый модуль, прежде чем умереть из-за старости, образует несколько дочерних модулей. Макрушин делает вывод о потенциальной бессмертности особей (как первых на Земле Metazoa, так и многих ныне существующих модульных видов), обусловленной заменой старых модулей молодыми. В то же время Макрушин признает факты пренебрежимого старения у унитарных видов, отрицая при этом возможность случаев потенциального бессмертия.
В наши дни происходит интрига вокруг астроцитарной гипотезы старения млекопитающих. Согласно её постулатам, среди филогенетических ветвей позвоночных виды с пренебрежимым старением встречаются у рыб, хвостатых амфибий, черепах и, возможно, птиц. В то же время отрицается возможность существования видов с пренебрежимым старением среди млекопитающих. Впрочем, автор А. Г. Бойко не признает возможность существования видов с пренебрежимым старением и среди ряда беспозвоночных: Appendicularia, Nematoda, Rotifera и Insecta, ибо для них характерна элиминация стволовых клеток из тела взрослых особей по окончании эмбриогенеза. В 2008 году группа Рошель Баффенштейн сообщила о пренебрежимом старении млекопитающего голого землекопа (Heterocephalus glaber), но этот факт был поставлен под сомнение Калебом Финчем как не отвечающий критериям пренебрежимого старения. Не признал его и автор астроцитарной гипотезы старения млекопитающих. Из российских учёных за группу Рошель Баффенштейн «болеют» академик В. П. Скулачёв и доктор биологических наук Алексей Москалёв.
Во многих странах мира созданы центры по исследованию феномена пренебрежимого старения.